# Холи Спрингс (Северна Каролина)
Холи Спрингс (енгл. Holly Springs) град је у америчкој савезној држави Северна Каролина.

## Демографија
По попису из 2010. године број становника је 24.661, што је 15.469 (168,3%) становника више него 2000. године.
| Група             | 2000.         | 2010.          |
| Белци             | 6.960 (75,7%) | 18.703 (75,8%) |
| Афроамериканци    | 1.714 (18,6%) | 3.101 (12,6%)  |
| Азијати           | 113 (1,2%)    | 724 (2,9%)     |
| Хиспаноамериканци | 278 (3,0%)    | 1.544 (6,3%)   |
| Укупно            | 9.192         | 24.661         |